# Torquay United Football Club
El Torquay United es un club de fútbol de Inglaterra de la ciudad de Torquay. Fue fundado en 1899 (123 años) y actualmente juega en la Conference South.

## Uniforme
- Uniforme titular: Camiseta amarilla, pantalón amarillo, medias amarillas.
- Uniforme alternativo: Camiseta blanca, pantalón blanco, medias blancas.

## Estadio
El estadio del Torquay United es el Plainmoor, con una capacidad máxima de 6 104 espectadores y de ubica en la ciudad de Torquay.
Desde finales de 2014 y por motivos publicitarios, el estadio pasa a llamarse "Launa Windows Stadium".

## Palmarés
- Conference South (1): 2018/19
- Southern League (Western Section) (1): 1926/27
- Plymouth and District League (1): 1911/12
- Torquay and District League (1): 1908/09
- Devon Senior Cup (2): 1910/11 and 1921/22
- Devon Bowl/Devon St Luke's Bowl (15): 1934, 1935, 1937, 1946, 1948, 1949, 1955 (compartido), 1958, 1961, 1970, 1971, 1972, 1996 (compartido), 1998, 2007

## Jugadores

### Mayores Compras
- Leon Constantine del Peterborough United por £75,000 en diciembre de 2004 (actual récord del club)
- Billy Bodin del Swindon Town por £70,000 en julio de 2012
- Eifion Williams del Barry Town por £70,000 en marzo de 1999 (anterior récord del club)
- Robin Stubbs del Birmingham City por £6,000 en 1963 (anterior récord del club)

### Mayores Ventas
- Rodney Jack al Crewe Alexandra por £650,000 en julio de 1998[1] (récord actual)
- Matthew Gregg al Crystal Palace por £400,000 en octubre de 1998[1]
- David Graham al Wigan Athletic por £315,000 en agosto de 2004[1]
- Robert Olejnik al Peterborough United por £300,000 en junio de 2012[1]
- Lee Sharpe al Manchester United por £185,000 en mayo de 1988 (récord anterior)[1]
- Eunan O'Kane al Bournemouth por £175,000 en julio de 2012[2]
- Mark Ellis al Crewe Alexandra por £80,000 en junio de 2012
- Colin Lee al Tottenham Hotspur por £60,000 en la temporada 1978/79 (anterior récord del club)

### Plantel 2018-19

#### Altas y bajas 2017–18 (invierno)
| Altas             | Altas    | Altas          | Altas   | Altas |
| Jugador           | Posición | Procedencia    | Tipo    | Costo |
| ----------------- | -------- | -------------- | ------- | ----- |
| Axel Andrésson    | Defensa  | Reading        | Cesión. | --    |
| Jazzi Barnum-Bobb | Defensa  | Newport County | Cesión. | --    |

| Bajas          | Bajas          | Bajas         | Bajas   | Bajas |
| Jugador        | Posición       | Destino       | Tipo    | Costo |
| -------------- | -------------- | ------------- | ------- | ----- |
| Myles Anderson | Defensa        | Chester       | Cesión. | --    |
| Yan Klukowski  | Centrocampista | Kidderminster | Cesión. | --    |
| Sam Chaney     | Centrocampista | Whitehawk     | Cesión. | --    |